# 十方诸佛宝塔
十方诸佛宝塔，又称“延寿寺塔”，位于北京市朝阳区王四营乡马房寺村东北的古塔公园内，原来是延寿寺的塔。

## 历史
十方诸佛宝塔兴建于明朝嘉靖乙巳岁（1545年）春，为延寿寺住持翠峰禅师（1468年－1549年）兴建，时名“十方诸佛普同之宝塔”，塔型为“檐层九，中通八围”，功能是“内安请佛罗汉像，内下有藏真之穴圹，以盛不朽之坚固，或藏衣钵之爪发齿牙，迁化有德者，咸有所依附焉”。翠峰禅师圆寂之后，卜葬在该塔后数丈。
明朝万历初年，延寿寺重修时，皇太后“发心施舍银一千五百两，暨宫眷人等陆续施银一千两，俱命近侍官王喜董其事，重修宝刹重整余容”，“山门一座，天王殿一座，钟鼓楼二座，藏经殿五间，内新印藏经。全水陆殿五间，新造水陆。全方丈房三间，禅房十间，接待僧房三间。凡供设器物靡一不具。芝房柱殿尽善尽美；宝阁琼台美仑美奂。”清朝末年庚子事变中，延寿寺被八国联军毁灭，十方诸佛宝塔幸存。
1989年3月，朝阳区人民政府拨款重修，使该塔基本恢复了原貌。2005年9月12日，《北京青年报》报道《“十方诸佛宝塔”遭涂鸦》，引起有关部门重视。2008年4月，新建的古塔公园成为北京市第一批免费开放的郊野公园之一。

## 建筑
十方诸佛宝塔高约30米，是一座八角九级密檐式砖塔，塔座高约2米，拱型门洞，门洞上方题额为“十方诸佛宝塔”。
十方诸佛宝塔北侧，如今立有三通石碑：大明嘉靖丙辰季（1556年）尚衣监太监薛铭等人立石的《重修古刹延寿寺十方诸佛宝塔碑铭》；万历元年八月二十日（1573年）立，赐进士第光禄大夫柱国少师兼太子太师吏部尚书侍经筵食正一品俸杨博撰写的《重修延寿寺碑记》；嘉靖二十九年（1550年），赐进士第兵科都给给事中俞鸾撰写的《明故翠峰禅师碑文》。十方诸佛宝塔南侧，如今立有两通石碑：其中一通石碑的碑额为“德种金田”、碑文为“宫眷人等”，另一通石碑的碑额为“名题宝地”、碑文刻着“钦差总督东厂官校办事，乾清宫带管事提督两司房司礼监掌监事兼掌御用监印太监冯保”。